# كيتهال
كيتهال رمزها «KT» (بالإنجليزية: Kaithal)‏ ، هو تقسيم إداري لدولة الهند تتبع ولاية هاريانا (بالإنجليزية: Haryana)‏ ، مركزها هو مدينة كيتهال (بالإنجليزية: Kaithal)‏ عدد سكانها حسب تعداد سنة 2001 هو 945,631 ، مساحتها 2,799 كم² وكثافة السكان 338 لكل كم² .

## أعلام
- راهول سينغ